# Brandscheid
Brandscheid là một xã thuộc huyện Bitburg-Prüm, bang Rhineland-Palatinate, Đức.